# R音
R音（アールおん）は、言語音のうち、おもに文字Rで表される音。調音位置も調音方法も多様な音を含み、音声学的に定義された用語ではない。また、類似としてL音といったものもある。
- 歯茎ふるえ音 [r]
  - ドイツ語のR音の一般的な音の一つ
- 口蓋垂ふるえ音 [ʀ]
  - ドイツ語のR音の一般的な音の一つ
- 歯茎はじき音・歯茎たたき音
- 有声歯茎接近音
  - 有声後部歯茎接近音 [ɹ̠] ：英語のR音のうちの一般的な音
- そり舌接近音
- そり舌はじき音
- 有声口蓋垂摩擦音、無声口蓋垂摩擦音
  - 「パリのR音」とも呼ばれ、フランス北部からドイツ語圏周辺（バイエルン州など）まで広がる。ドイツ語圏周辺ではもともと歯茎ふるえ音が主流だったが、フランス語やユダヤ人の影響でしだいに口蓋垂音へと変化したとも言われている。フランス語においては無声子音の後のr は、しばしば無声口蓋垂摩擦音として発音される。
- 口蓋垂ふるえ音
  - 現代ヘブライ語、フランス語の方言（オック語）やドイツ語の方言でも使われるが、それらの言語では有声口蓋垂摩擦音が標準的とする見方もある。スー族のラコタ語を除きヨーロッパの言語に多い。北部のイタリア語やユダヤ人によるロシア語でも使われるが、それらの言語では歯茎音が標準的とされる。